# Madern Gerthener

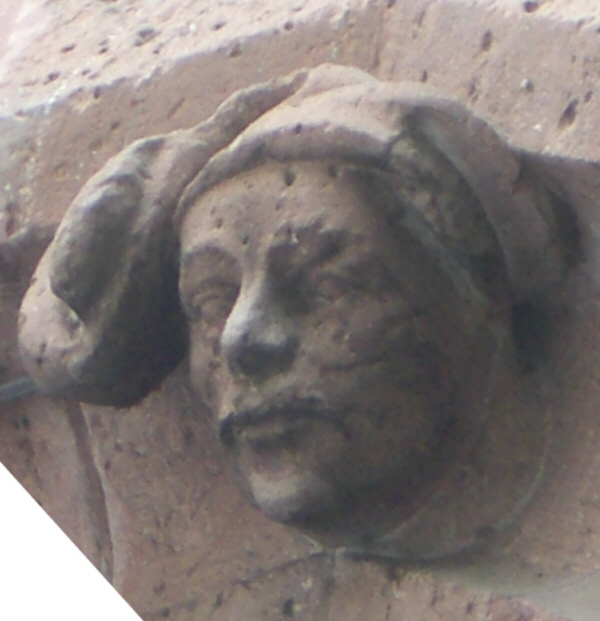
Madern Gerthener

Madern Gerthener (auch: Gertener) (* um 1365; † 1430) war Stadtbaumeister der Freien Reichsstadt Frankfurt am Main.

## Leben
Gerthener war Sohn einer angesehenen Frankfurter Steinmetzfamilie. Sein Vater Johann gehörte wie der Sohn der Zunft an, die Familie lebte Mitte des 14. Jahrhunderts am Kornmarkt. Nach dem Tode des Vaters 1391 übernahm Madern Gerthener dessen Werkstatt und erwarb in der nahe gelegenen Weißadlergasse 1396 den Karthäuserhof.
Um 1390 war Gerthener mehrere Jahre auf Wanderschaft und lernte dabei vermutlich am Ulmer Münster und am Prager Veitsdom bei Mitgliedern der Baumeisterfamilie Parler, die in der 2. Hälfte des 14. Jahrhunderts eine herausragende Bedeutung hatte. Spätestens 1392 kehrte Gerthener nach Frankfurt zurück und trat 1395 als Steinmetz in die Dienste der Stadt.
Vermutlich Ende der 1390er Jahre stieg Gerthener zum Stadtbaumeister Frankfurts auf, zuständig für die Bauaufgaben der Stadt, vor allem im Brückenbau und an den Verteidigungsanlagen. 1400 und 1427/28 errichtete er den Eschenheimer Turm und meißelte die beiden Wappenreliefs. Gegen 1400 heiratete er die wohlhabende Bürgerstochter Adelheid Gulden zum Schußhan und dürfte spätestens seitdem eine gehobene Position in der Handwerkerschaft gehabt haben, protegiert durch die maßgeblichen Patrizierfamilien, bei denen er sich durch Grabmäler eingeführt hatte. 1408–11 und 1414–30 leitete Meister Madern an St. Bartholomäus (Kaiserdom) die Einwölbung des Querhauses und die Errichtung des Turmbaus, der nach seinem Tode gemäß seinem Plan bis 1514 weitergebaut wurde; die erhaltenen Aufrisse des Turms dürften aber von seinem Schüler Leonhard Murer stammen. Die Zuschreibung von weiteren Frankfurter Kirchenbauten, der Schauseite der Liebfrauenkirche (um 1415–30) und des Chores der Leonhardskirche (ca. 1426–34), an ihn basiert ausschließlich auf stilistischen Vergleichen. Außerhalb der Stadt Frankfurt ist die Bauleitung der Oppenheimer Katharinenkirche 1414 belegt, eine Bezahlung durch König Ruprecht von der Pfalz 1407 ist nicht näher spezifiziert. Die darüber hinaus meist angenommene Tätigkeit als Baumeister und Bildhauer in Mainz, Speyer und Heidelberg ist aus stilistischen Gründen wahrscheinlich.
1419 reiste Gerthener nach Straßburg, um gutachterisch für den Weiterbau des Münsterturms nach dem Tode von Ulrich von Ensingen Stellung zu nehmen.

## Bauwerke
Weil Urkunden fehlen, kann für manche Bauwerke Gertheners Leitung nur wegen seiner Position als Stadtbaumeister vermutet oder aufgrund stilistischer Gemeinsamkeiten erschlossen werden.

### In Frankfurt
- Alte Brücke, Wiederaufbau eines durch Eisgang zerstörten Brückenbogens 1398/99
- Leinwandhaus, städtisches Handelshaus, 1397–99 (vermutet)
- Umbau der Patrizierhäuser Römer und Goldener Schwan zum neuen Rathaus der Stadt, ab 1405 (vermutet)
- Fronhofturm (Pulverturm) am Dominikanerkloster, Wehrturm, 1406–08 (vermutet)
- Niddabrücke im Frankfurter Dorf Bonames, 1409–10
- Nürnberger Hof (Wohnhaus der Patrizierfamilie von Glauburg; Messequartier der Nürnberger Tuchhändler): erhalten ist nur die wieder aufgebaute Tordurchfahrt, Braubachstraße 31, um 1410 (Zuschreibung)
- Stadtmauer, Verstärkungsarbeiten zwischen Bockenheimer Tor (heute Opernplatz) und Main, 1411
- St. Bartholomäus (Kaiserdom), Querhaus, Einwölbung 1408–11
- Galgen- bzw. Galluswarte der Frankfurter Landwehr, 1414 (vermutet)
- St. Bartholomäus (Kaiserdom), Turm, 1415–30
- Liebfrauenkirche, Südfassade (Schauseite zum Liebfrauenberg) mit Dreikönigsportal, um 1415–30 (Zuschreibung)
- Eschenheimer Turm, Stadttor, einschließlich der Wappenreliefs, 1400; 1426–28
- Leonhardskirche, Hochchor, ab 1426 (Zuschreibung)

### Außerhalb Frankfurts
- Speyer, Dom, Sakristei, ab 1409 (Zuschreibung)
- Mainz, Dom, Memorienpforte, gegen 1415 (Zuschreibung)
- Heidelberg, Schloss, Eingang des Ruprechtsbaus, um 1423 (Zuschreibung)
- Oppenheim, Katharinenkirche, Westchor, ab 1408

## Bildwerke
Die urkundlich gesicherten Wappenreliefs und plastische Arbeiten an Gertheners Bauten erlauben die Rekonstruktion seines bildhauerischen Œuvres.
- Epitaph für Werner Weiß von Limpurg, † 1395, vernichtet (Zuschreibung)
- Grabmal für Ludwig und Hert von Holzhausen, † 1383, 1396, St. Bartholomäus (Zuschreibung)
- Selbstbildnis an der Durchfahrt des Eschenheimer Turms, 1400 (Zuschreibung)
- Stadtadler-Schlussstein, St. Bartholomäus, nördliches Vierungsseitenjoch, 1409
- Wappenkonsolen und -schlusssteine, Nürnberger Hof-Durchfahrt, um 1410 (Zuschreibung)
- Epitaph für Siegfried von Marburg zum Paradies, † 1386, um 1410, Alte Nikolaikirche (Zuschreibung)
- Memorien-Pforte im Mainzer Dom, besonders Stephanus und Elisabeth, um 1415 (Zuschreibung)
- Wandtabernakel, Frankfurt-Oberrad, Erlöserkirche, um 1415 (Zuschreibung)
- Grabmal für Erzbischof Johann II., † 1419, Mainz, Dom (Zuschreibung)
- Wappen König Ruprechts und Engelschlussstein am Ruprechtsbau, Heidelberg, Schloss, um 1423 (Zuschreibung)
- Südportal der Liebfrauenkirche: Propheten und Engelkragsteine (nicht Tympanon), um 1424 (Zuschreibung)
- Reichs- und Stadtwappen am Eschenheimer Turm, 1427

## Würdigung
Entgegen den Thesen von Johann Josef Böker zeigen die reiche urkundliche Überlieferung und gründliche stilkritische Arbeiten, dass Madern Gerthener der bedeutendste mittelrheinische Künstler der Spätgotik war, dessen innovative Formensprache (Rutenmaßwerk, Bogenrippen usw.) die architektonischen Glieder dynamisiert und ihn von den anderen „Stararchitekten“ um 1400 unterscheidet. Sein Hauptwerk – der Frankfurter Domturm – verbindet ähnlich seinen bildhauerischen Arbeiten plastische Durchgestaltung des Baukörpers mit bildhafter Wirkung. Der Umfang seines Werkes als Architekt und Bildhauer hat mehrfach zu der Überlegung geführt, ob sein Wirken nicht eher im Rahmen eines arbeitsteiligen Unternehmens mit Bildhauern und Steinmetzen zu verstehen ist, wobei man auf die urkundlich bezeugten Parliere verwies. Während diese aber keine eigenständige Verantwortung für Baumaßnahmen hatten, lässt sich die reiche Urkundenlage in Frankfurt kaum mit diesem frühneuzeitlichen Modell verbinden. Aber an der Memorienpforte im Mainzer Dom wie am Portal der Frankfurter Liebfrauenkirche lässt sich beobachten, dass Meister Madern mit einem Mainzer Bildhauer zusammenarbeitete, der erstmals mit dem Grabmal der Anna von Dalberg († 1420) in der Oppenheimer Katharinenkirche begegnet. In anderen Fällen kann man eher vorbereitende Arbeiten seiner Gesellen vermuten. Wie bereits Friedhelm Wilhelm Fischer gezeigt hat, war Gertheners Architektur für den Mittelrhein und darüber hinaus bis zum Ende des 15. Jahrhunderts das maßgebliche Vorbild. Sein Einfluss als Bildhauer war nicht so stark, da Gerthener dabei in Konkurrenz und im Austausch mit Mainzer Künstlern stand.

## Ausstellungen
Anlässlich der 600-Jahr-Feier der Grundsteinlegung des Frankfurter Domturms fand 2015 im Dommuseum Frankfurt eine Ausstellung Madern Gerthener und der Pfarrturm von St. Bartholomäus: 600 Jahre Frankfurter Domturm statt.